# Saint-Leu-d'Esserent
Saint-Leu-d'Esserent é uma comuna francesa na região administrativa de Altos da França, no departamento de Oise. Estende-se por uma área de 13,08 km². Em 2010 a comuna tinha 4 790 habitantes (densidade: 366,2 hab./km²).